# کاربرد کنوانسیون جهانی برای سرکوب تامین مالی تروریسم و کنوانسیون جهانی رفع همه شکل‌های تبعیض نژادی
پرونده کاربرد کنوانسیون جهانی برای سرکوب تامین مالی تروریسم و کنوانسیون جهانی رفع شکل‌های تبعیض نژادی (اوکراین علیه. فدراسیون روسیه) یک پرونده در دیوان جهانی دادگستری (ICJ) است. در ۱۶ ژانویه ۲۰۱۷، نماینده اوکراین در دادگاه بین‌المللی دادگستری شکایت کرد تا فدراسیون روسیه را به دلیل ارتکاب اقدامات تروریستی و تبعیض علیه اوکراین مسئول بداند. این شکایت به نقض کنوانسیون تامین مالی تروریسم و کنوانسیون بین‌المللی رفع همه اشکال تبعیض نژادی اشاره دارد.

## داوری
در ۶ مارس ۲۰۱۷، جلسات شنود در مورد درخواست اوکراین برای اقدامات پیشگیرانه آغاز شد که تا ۹ مارس ادامه داشت. اقدامات پیشگیرانه به دادگاه این امکان را می‌دهد که از بدتر شدن اوضاع جلوگیری کند و از مردم غیرنظامی برای مدت زمان لازم برای رسیدگی به پرونده محافظت کند. رسیدگی به ماهیت دعوی بدون توجه به رای دیوان در مورد درخواست اعمال اقدامات پیشگیرانه ادامه خواهد داشت.
در ۱۹ آوریل ۲۰۱۷، یک تصمیم احتیاطی اعلام شد. دیوان بین‌المللی دادگستری در لاهه حکم داد روسیه باید از اعمال محدودیت بر مجلس قوم تاتار کریمه خودداری کند و به آن اجازه دهد فعالیت خود را از سر بگیرد. دیوان بین‌المللی دادگستری، اوکراین را با اقدامات موقت علیه روسیه در مورد منع تامین مالی تروریسم رد کرد.
در ۸ نوامبر ۲۰۱۹، دادگاه دریافت که صلاحیت رسیدگی به این پرونده را بر اساس معاهدات ضد تروریسم و ضد تبعیض به دلیل حمایت ادعایی روسیه از جدایی طلبان در کریمه و شرق اوکراین دارد. همچنین دادگاه بین‌المللی دادگستری درخواست مسکو در مورد اعتراضات اولیه را رد کرد.